# Isoneuromyia novaezelandiae
Isoneuromyia novaezelandiae är en tvåvingeart som först beskrevs av Tonnoir 1927.  Isoneuromyia novaezelandiae ingår i släktet Isoneuromyia och familjen platthornsmyggor. Inga underarter finns listade i Catalogue of Life.